# Понтийская война (48—47 до н. э.)
Понти́йская война́ 48—47 годов до н. э. — вооружённый конфликт между Римом и царём Боспора и Понта Фарнаком II, пытавшимся восстановить царство Митридата Евпатора.

## Причина войны
После гибели Митридата Помпей сделал его сына Фарнака царём Боспора. Фарнак был объявлен другом римского народа и стал клиентом Помпея, но в гражданской войне никакой помощи ему не оказал, заняв выжидательную позицию. Он рассчитывал воспользоваться внутренней борьбой у римлян и вернуть себе отцовское царство.
Помпеянцы все же рассматривали его как потенциального союзника, и после поражения при Фарсале Гай Кассий с 70 триерами отправился на Боспор за помощью, однако был настигнут Цезарем в Геллеспонте и вынужден сдаться. 

## Начало войны
По-видимому, вскоре после получения известия о поражении Помпея Фарнак начал активные действия. Первой целью была Фанагория, которой римляне предоставили независимость. Город был осаждён. Испытывая голод, жители были вынуждены дать сражение, в котором были разбиты. Фарнак обошёлся с побеждёнными довольно мягко, объявил их своими друзьями, а для обеспечения верности взял заложников. Возможно, эта операция была проведена уже в июле 48 до н. э..
Затем Фарнак двинулся на юго-восток берегом Чёрного моря, «без труда подчинил себе Колхиду и всю Армению в отсутствие Дейотара и покорил некоторые города Каппадокии и Понта, приписанные к Вифинской области». Дейотар был клиентом Помпея и участвовал в Фарсальской битве, после чего бежал вместе с Помпеем на корабле. Если он сопровождал своего патрона до самого Египта, то вряд ли мог вернуться в Малую Азию до начала октября. К этому времени Фарнак уже вышел к римским границам.
Пока Фарнак действовал против союзников и клиентов Помпея, он формально ещё мог выглядеть как сторонник Цезаря, и в своё время Т. Моммзен сделал из этого вывод, что Фарнак действовал в интересах Цезаря. Но для отвоевания царства Митридата надо было вернуть области, отошедшие к римской провинции Вифиния и Понт, и это делало столкновение с римлянами неизбежным.   
К октябрю 48 до н. э. Фарнак захватил Синопу и овладел Пафлагонией и Понтом. Царь Дейотар просил легата Цезаря Домиция Кальвина, оставленного управлять малоазийскими провинциями, не дать Фарнаку захватить и разграбить его царство, Малую Армению и Каппадокию, принадлежавшую Ариобарзану III, ибо в противном случае цари не смогут собрать контрибуцию, которую на них наложил Цезарь. 
Домиций Кальвин потребовал у Фарнака очистить Армению и Каппадокию, «и не пользоваться гражданской войной для посягательства на права и величество римского народа». Для подкрепления своих требований он начал собирать войска. Из имевшихся трёх легионов два пришлось отправить к Цезарю в Египет. К оставшемуся XXXVI легиону наместник присоединил два легиона, созданных Дейотаром по римскому образцу, по сотне всадников от Дейотара и Ариобарзана, легион новобранцев из Понта и вспомогательные войска из Киликии. Эти силы собрались в Команах Понтийских. 
Фарнак вывел войска из Каппадокии, но, узнав, что у Домиция остался всего один легион, отказался уходить из Малой Армении, заявив, что имеет на эту страну право, как на отцовское владение, и предложив передать вопрос о ней на рассмотрение Цезаря. Наместника такой ответ не устроил, он полагал, что Фарнак отступил в Армению, чтобы сократить линию фронта и облегчить себе оборону, а потому потребовал очистить и этот район. Римское войско выступило в поход в Малую Армению.

## Битва при Никополе
В конце ноября или начале декабря 48 до н. э. между Фарнаком и Домицием Кальвином состоялось сражение при Никополе в Малой Армении. Римляне понесли тяжёлое поражение и были вынуждены отступить в провинцию Азию и перейти к обороне. 

## Успехи Фарнака. Цезарь в Малой Азии
После этой победы Фарнак захватил весь Понт, взяв с бою много городов, в которых он учинял грабежи и жестокие расправы. 

…тех, кто были привлекательны своей красотой и юностью, он подверг таким наказаниям, которые бедственнее самой смерти. Вообще никто против него не защищался, и он занимал Понт, хвастаясь, что вернул себе отцовское царство.— Псевдо-Цезарь. Александрийская война, 41
Жителей города Амиса, державшего сторону римлян, он продал в рабство, а их сыновей оскопил. По словам Плутарха, Фарнак занял Вифинию и Каппадокию, и начал побуждать к отпадению от Рима царей и тетрархов. По-видимому, он готовился к вторжению в провинцию Азия, когда получил известие, что оставленный наместником в Боспоре Асандр поднял восстание. Отложив наступление на римлян, Фарнак двинулся в поход на Боспор. По словам Аппиана, Асандр выгнал Фарнака из Азии, так как римлянам было недосуг. 
Тем временем Цезарь закончил Египетскую кампанию, высадился в Антиохии, и выступил на север, попутно решая административные проблемы. На границе с Понтом он собрал войска, которые оказались слабы и по численности, и по боевым качествам. Из Александрии он привёл VI легион, состоявший из ветеранов, но после битв и походов в его составе было менее тысячи человек. Один легион он получил от Дейотара, и ещё два — участвовавшие в битве под Никополем. 
Фарнаку пришлось отменить поход на Боспор и выступить против Цезаря. Он пытался избежать столкновения и вступил в переговоры, указывая на то, что не оказывал помощи Помпею (и, следовательно, был другом Цезаря), в отличие от Дейотара и Ариобарзана, которые против Цезаря сражались, и все равно получили прощение. Цезарь посоветовал не ссылаться на Дейотара, и ехидно добавил, что отказавшись помогать Помпею, Фарнак оказал услугу не ему, Цезарю, а только самому себе, так как избежал разгрома. Затем Цезарь философски заметил, что все равно «не может вернуть жизнь убитым и способность к деторождению кастрированным», а потому готов простить Фарнаку эти преступления против римских граждан, если он очистит Понт и вернёт награбленное. 
Аппиан пишет, что понтийские послы «по своей глупости» даже предложили Цезарю обручиться с дочерью Фарнака. Фарнак три раза отправлял посольства, он затягивал переговоры, так как знал, что Цезаря призывают в Италию неотложные дела, а потому надеялся, что тот покинет Малую Азию без всяких условий. Эти обстоятельства побудили Цезаря искать решительного сражения.

## Битва при Зеле. Гибель Фарнака
Генеральное сражение состоялось 2 августа 47 до н. э. у понтийского города Зела, там, где в 67 до н. э. Митридат разгромил войско легата Лукулла Триария. Армия Фарнака была полностью разгромлена, сам он с тысячей всадников бежал в Синопу. Цезарь послал за ним вдогонку Домиция Кальвина. Фарнак передал ему Синопу, заключил мир и был отпущен со своими людьми. Погрузив всадников на корабли (лошадей пришлось убить), он отплыл в Боспор, там, «собрав каких-то скифов и савроматов», захватил Феодосию и Пантикапей. Успехи его были непродолжительны. Асандр контратаковал, и поскольку новых лошадей для своих всадников Фарнак найти не смог, а в пешем строю те сражаться не умели, вскоре был разгромлен и погиб в бою. Это могло произойти уже в августе—сентябре 47 до н. э.
Отвоевав Понт, Цезарь отправил VI легион в Италию, вернул Дейотару его войска, а в Понте оставил два легиона под командованием Целия Винициана.